# Das Lied von der Erde

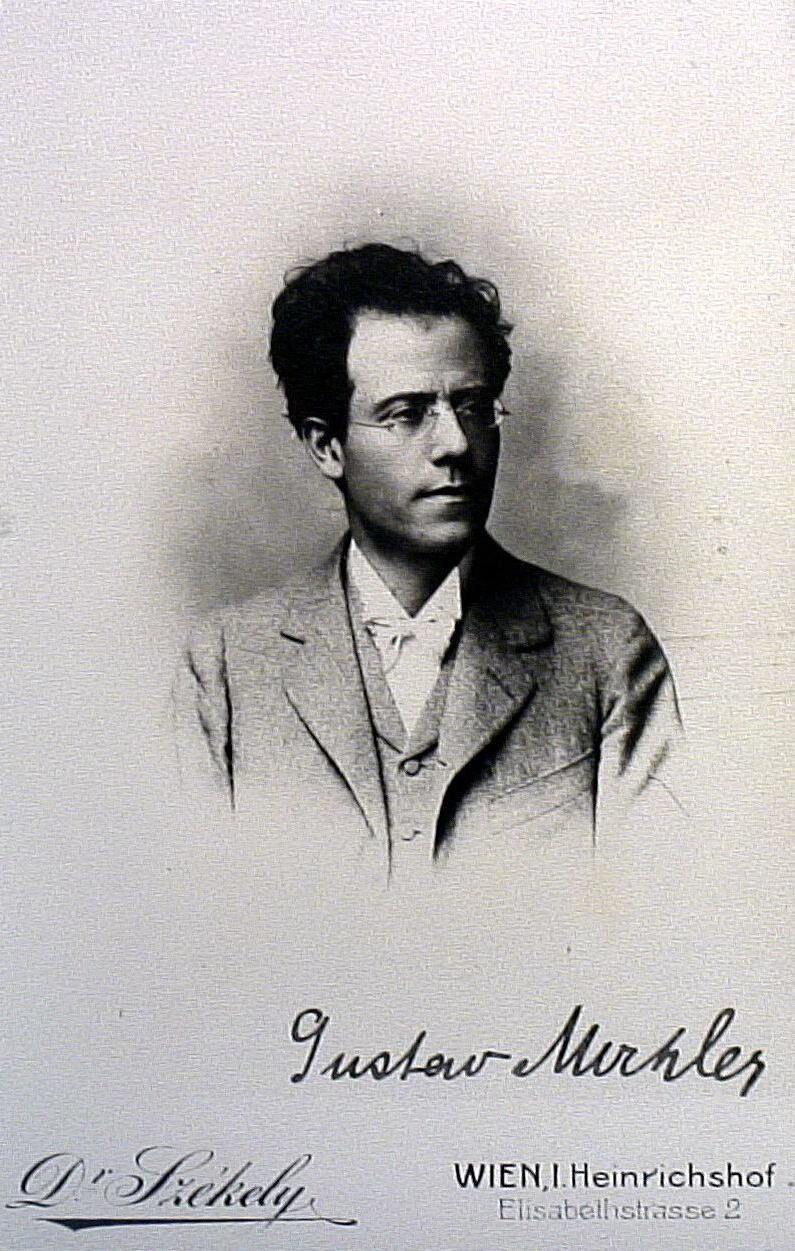
Gustav Mahler, alrededor de 1885.

Das Lied von der Erde (en alemán, La Canción de la Tierra) es un ciclo de canciones (lied) en forma de sinfonía, un trabajo en gran escala para dos solistas vocales y orquesta escrito por el compositor austríaco Gustav Mahler. 

## La obra
Distribuida en seis movimientos separados, cada uno es una canción independiente, aunque también cumple la función de los distintos movimientos dentro de una estructura sinfónica. La obra se titula Eine Symphonie für eine Tenor- und eine Alt- (oder Bariton-) Stimme und Orchester (nach Hans Bethges "Die chinesische Flöte") ('Una sinfonía para voz tenor y alto (o un barítono) y orquesta (basado en 'La Flauta China' de Hans Bethge'). 
El uso por parte de Mahler de ciertos rasgos "chinos" (escala pentatónica, escala de tonos enteros, uso de determinados instrumentos) hace que este trabajo sea el primero de estas características en su obra, si bien algunos de estos elementos tienen su continuación en la Novena Sinfonía.
Compuesta entre los años 1907-1909, siguió a la Octava Sinfonía o Sinfonía De los Mil pero no recibió número, supuestamente debido al temor supersticioso del compositor respecto a la «maldición de la novena sinfonía». La última fase creativa de Gustav Mahler comienza con La canción de la tierra, que finalmente conduce al abandono de la tonalidad en la novena sinfonía final[cita requerida]. Al igual que en la 9ª sinfonía, el tema de la despedida que predomina en el último movimiento ha dado lugar a diversas mistificaciones. Arnold Schönberg volvió a poner de relieve el hecho de que la mayoría de los grandes sinfonistas no habían pasado de una novena sinfonía. Por ejemplo, Ludwig van Beethoven, Antonín Dvořák y Anton Bruckner escribieron exactamente nueve sinfonías numeradas y murieron antes de completar una décima o no escribieron más. Schönberg escribió: “Aquellos que escribieron una novena estaban demasiado cerca del más allá. Quizás los misterios de este mundo se resolverían si uno de los que los conocen escribiera la décima. Y probablemente no se suponga que ese sea el caso.” El mismo Mahler mostró cierta superstición con respecto a esta pregunta. Así que extraoficialmente llamó a La canción de la Tierra su novena sinfonía, para sortear la frontera que le parecía mágica. En última instancia, sin embargo, él también moriría antes de completar su auténtica Décima sinfonía. 
Su duración es de aproximadamente 65 minutos. 
Sus movimientos llevan las siguientes indicaciones de tempo del compositor:
1. Allegro Pesante. Ganze Takte nicht Schnell. "Das Trinklied vom Jammer der Erde"
2. Etwas Schleichend. Ermudet. "Der Einsame im Herbst"
3. Behaglich heiter. "Von der Jugend"
4. Comodo. Dolcissimo. "Von der Schönheit"
5. Allegro. Keck, aber nicht zu Schnell. "Der Trunkene im Frühling"
6. Schwer. "Der Abschied"

## Instrumentación
| Maderas 1 Flautín 3 Flautas (la 3ª doblando al 2º Flautín) 3 Oboes (3º doblando a Corno inglés) 3 Clarinetes in Si bemol, Clarinete bajo en Si bemol y La y Clarinete en Mi bemol 3 Fagotes (el 3º doblando a Contrafagot) Metales 4 Trompas en Fa 3 Trompetas en Fa y Si bemol 3 Trombones Tuba | Percusión Timbales Bombo Caja Platillos Pandereta Tam-tam Triángulo Glockenspiel Teclados Celesta | Cuerdas 2 Arpas Mandolina Violines I, II Violas Violonchelos Contrabajos |

Mahler administra los recursos de esta gran orquesta con moderación: solo en determinados pasajes de las canciones primera, cuarta y sexta toca la orquesta completa, y en muchos fragmentos las texturas son casi camerísticas, con muy pocos instrumentos tocando a la vez. En la partitura se requiere una contralto y un tenor solistas, pero Mahler incluye, como anotación que, "si es necesario", la parte de contralto puede ser asumida por un barítono. En los primeros años de la historia interpretativa de la pieza, esta opción casi no se tuvo en cuenta, pero desde los años 60, tras las grabaciones pioneras de Dietrich Fischer-Dieskau dirigidas por Leonard Bernstein y Paul Kletzki, ha sido cada vez más interpretada por barítonos.
Arnold Schoenberg comenzó a trabajar en un arreglo de la obra para conjunto de cámara, compuesto por un quinteto de cuerda y otro de viento, tres percusionists, piano, celesta y armonio. Schoenberg nunca terminó el trabajo, que sería completado en 1980 por el compositor Rainer Riehn.

## Libreto
Cuatro de los poemas chinos usados por Mahler (Das Trinklied vom Jammer der Erde, Von der Jugend, Von der Schönheit y Der Trunkene im Frühling) son de Li Bai (Li Tai-Po), el famoso poeta errante de la Dinastía Tang. Der Einsame im Herbst es de Chang Tsi y Der Abschied combina poemas de Mong Kao-Yen y Wang Wei con varias líneas agregadas por el propio Mahler.

## Traducción

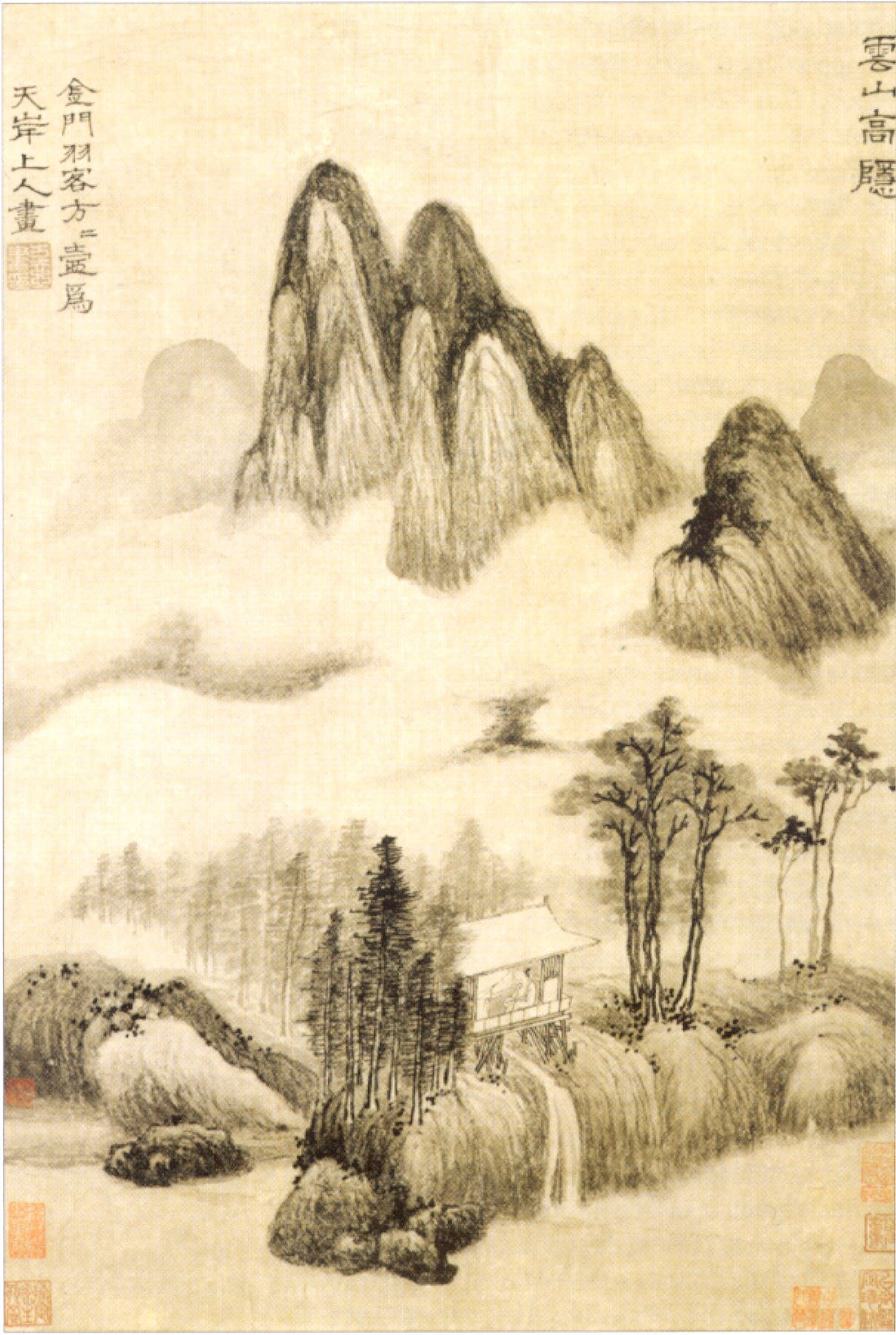

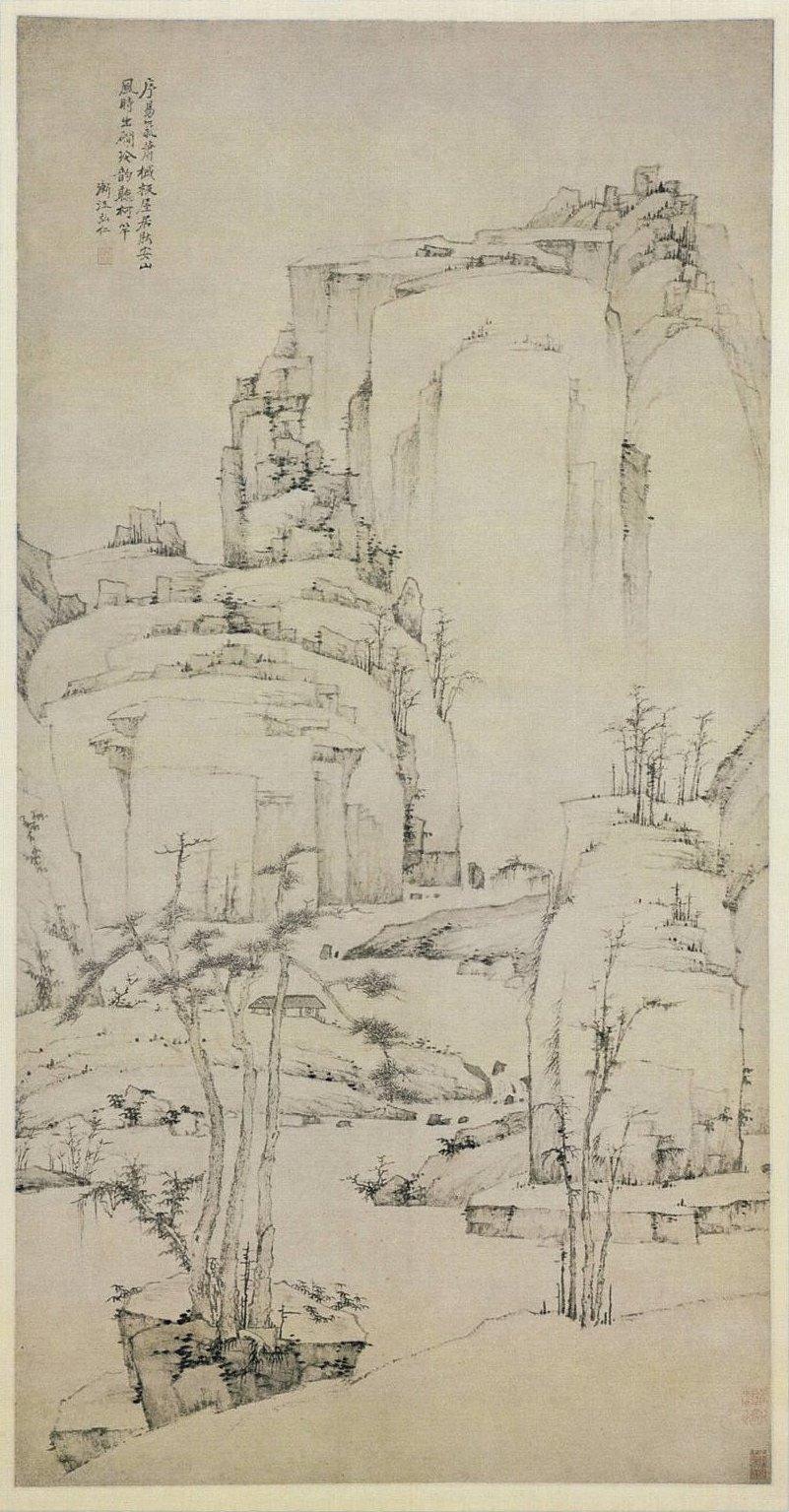

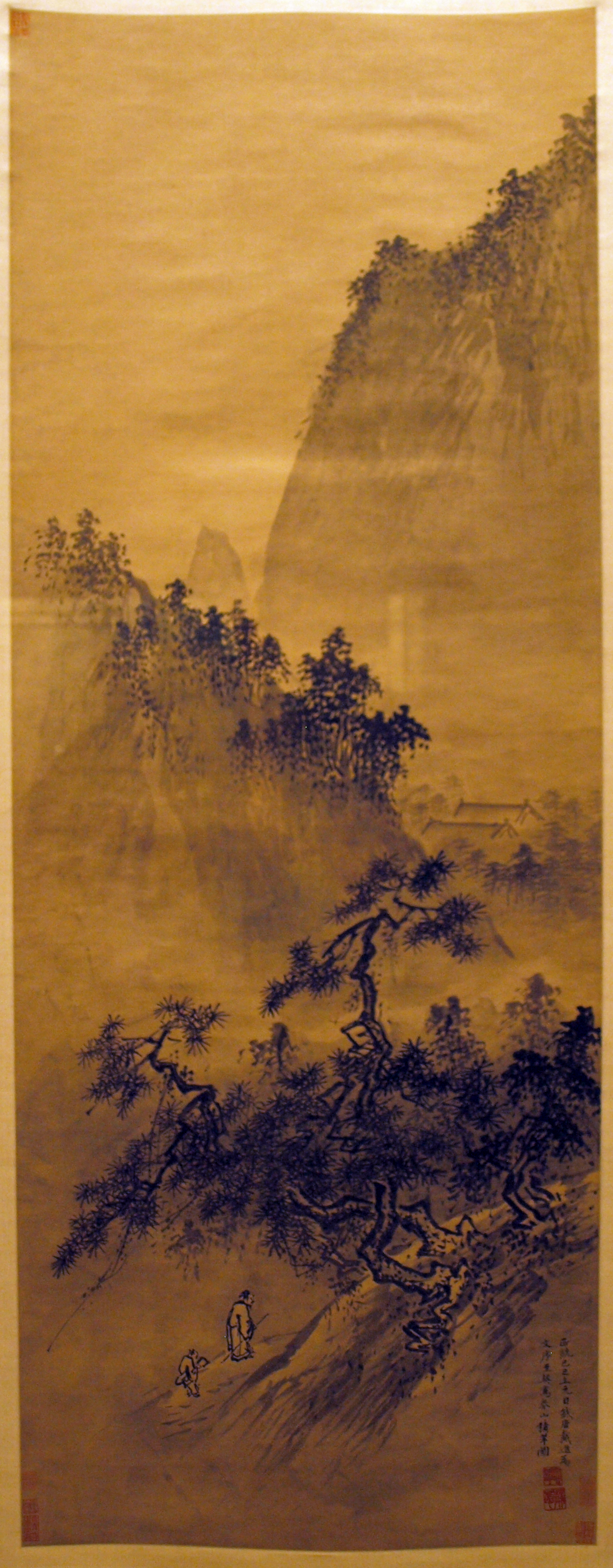

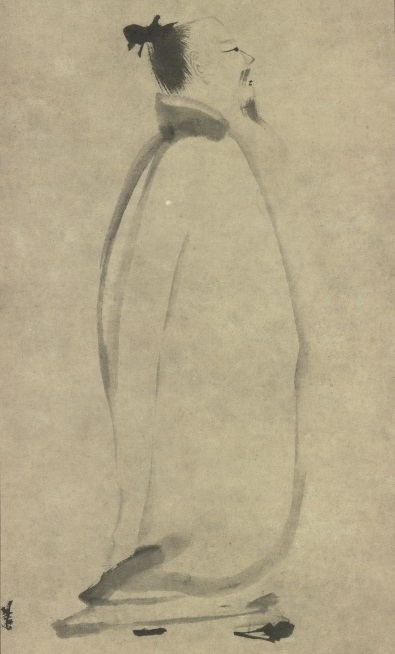
Li Bai.

Primer Movimiento: Das Trinklied vom Jammer der Erde
(La canción báquica de la miseria terrenal)
El vino ya brilla en la dorada copa,
¡pero no bebáis todavía, antes os cantaré una canción!
El canto de la aflicción os ha de sonar con risas en el alma.
Cuando se acerca la pena, yacen desiertos los jardines del espíritu,
se marchita y muere la alegría, el canto.
Sombría es la vida, oscura es la muerte.
¡Señor de esta casa!
¡Tu bodega atesora la abundancia de vino dorado!
¡Aquí, declaro mío este laúd!
Tocar el laúd y vaciar los vasos,
he aquí las cosas que realmente hacen juego.
¡Una buena copa de vino en el momento justo
vale más que todos los reinos de esta tierra!
Sombría es la vida, oscura es la muerte.
El firmamento es eternamente azul, y la tierra
permanecerá inmutable largo tiempo, se llenará de flores en primavera.
Pero tú, hombre, ¿cuánto tiempo vives tú?
¡Ni siquiera cien años se te permite divertirte
con las frágiles futilidades de este mundo!
¡Mirad allá abajo! A la luz de la luna, sobre las tumbas
se agacha una imagen salvaje y fantasmal...
¡Es un mono! ¡Escuchad cómo su lamento
resuena por todas partes, en el suave perfume de la vida!
¡Tomad ahora el vino! ¡Ahora es la hora de disfrutarlo!
¡Vaciad vuestros dorados vasos hasta el final!
Sombría es la vida, oscura es la muerte.
Segundo Movimiento: Der Einsame im Herbst
(El solitario en otoño)
Las nieblas otoñales ondean, azules, sobre el mar;
toda la hierba se cubre de escarcha;
se diría que un artista ha extendido polvo de jade
sobre las delicadas flores.
El dulce perfume de las flores se ha evaporado;
un viento frío dobla los tallos.
Pronto flotarán las mustias y doradas hojas
de las flores de loto sobre el agua.
Mi corazón está cansado. Mi pequeña linterna
se apaga crepitando, y me hace pensar en el descanso.
¡Voy hacia ti, querido último lugar de reposo!
¡Sí, dame tranquilidad, necesito tanto alivio!
Lloro muchísimo en mi solitud.
El otoño perdura demasiado en mi corazón.
Sol del amor, ¿ya no quieres brillar más
para secar tiernamente mis amargas lágrimas?
Tercer Movimiento: Von der Jugend
(De la juventud)
En el centro del estanque
hay un pabellón hecho de porcelana
verde y blanca.
Como el lomo de un tigre
se encorva el puente de jade
hasta el pabellón.
Dentro de la casita se sientan amigos,
bellamente vestidos, beben, conversan;
algunos apuntan versos.
Sus mangas de seda resbalan
hacia atrás, sus sombreros de seda
caen alegremente hasta el cuello.
Sobre la tranquila superficie
del agua del estanque se muestra todo
maravillosamente como una imagen de espejo.
Todo se ve al revés
en el pabellón de porcelana
verde y blanca.
El puente parece una media luna,
con su arco invertido. Los amigos,
bellamente vestidos, beben, conversan.
Cuarto Movimiento: Von der Schönheit
(De la belleza)
Chicas jóvenes cogen flores,
cogen flores de loto cerca de la orilla.
Se sientan entre arbustos y hojas,
acumulan flores en su regazo y se hacen
burla entre ellas.
El sol dorado se mueve en torno a las imágenes,
las refleja sobre el agua resplandeciente.
El sol refleja sus miembros esbeltos,
sus dulces ojos.
Y el céfiro levanta con caricias aduladoras la tela
de sus mangas, se lleva la magia
de sus agradables perfumes a través del aire.
Oh, mira, ¿qué chicos son estos que se apresuran
allá, en la orilla, con valerosos caballos?
Brillan en la lejanía como los rayos del sol;
¡ya entre las ramas de los verdes álamos
trota el joven gallardo!
El caballo de uno de ellos relincha contento
y duda y cae.
Sobre las flores y la hierba vacilan las pezuñas,
pisan precipitadamente como una tormenta las desmayadas flores.
¡Ay! ¡Cómo aletean en el éxtasis sus crines,
y humea calurosamente el hocico!
El sol dorado se mueve en torno a las imágenes,
las refleja sobre el agua resplandeciente.
Y la más bella de las jovencitas le dirige
largas miradas de anhelo ardiente.
Su actitud orgullosa es solo disimulo:
en lo achispado de sus grandes ojos,
en la oscuridad de su mirada
se remueve todavía la excitación compadeciente de su corazón.
Quinto Movimiento: Der Trunkene im Frühling
(El borracho en primavera)
Si la vida es solo un sueño,
¿para qué, entonces, el esfuerzo y la pena?
Yo bebo hasta que ya no puedo más,
¡todo el querido día!
Y cuando ya no puedo beber más
porque el gaznate y el alma están llenos,
entonces camino vacilante hasta mi puerta
y duermo maravillosamente.
¿Qué oigo al despertarme? ¡Escucha!
Un pájaro canta en el árbol.
Le pregunto si ya es primavera...
Para mí, es como un sueño.
El pájaro responde, parloteando: ¡Sí! ¡La primavera
ya ha llegado, ha venido por la noche!
Con el asombro más profundo, escuché atentamente,
¡el pájaro canta y ríe!
¡Me lleno nuevamente la copa
y la vacío hasta el final,
y canto, hasta que la luna brilla
en el oscuro firmamento!
Y cuando ya no puedo cantar más,
me duermo otra vez.
¡Qué me importa la primavera!
¡Dejadme estar borracho!
Sexto Movimiento: Der Abschied
(La despedida)
El sol se despide detrás de las montañas.
En todos los valles baja el atardecer
con sus sombras, llenas de frío.
¡Oh, mira! Como una barca argéntea,
cuelga la luna alta en el mar del cielo.
¡Noto cómo sopla un frágil viento
tras los oscuros abetos!
El riachuelo canta lleno de armonía a través de la oscuridad.
Las flores palidecen a la luz del crepúsculo.
La tierra respira llena de tranquilidad y de reposo.
¡Todo anhelo quiere ahora soñar,
los hombres cansados vuelven al hogar
para aprender nuevamente, en el descanso,
la felicidad y la juventud olvidadas!
Los pájaros se encogen tranquilos en sus ramas.
El mundo descansa...
El viento sopla frío por las sombras de mis abetos.
Yo estoy aquí, y espero a mi amigo,
espero su último adiós.
Oh, amigo, deseo fervientemente gozar
contigo de la belleza de este atardecer.
¿Dónde estás? ¡Me dejas demasiado tiempo solo!
Camino de un lado para otro con mi laúd
por campos cubiertos de hierba tierna.
¡Oh, belleza! ¡Oh, mundo ebrio de amor y de vida eternos!
Bajó del caballo, y le ofreció el brebaje
de la despedida. Le preguntó hacia dónde
se dirigía, y también por qué tenía que ser así.
Habló, y su voz estaba anegada en lágrimas:
¡Oh, amigo mío,
la fortuna no fue benevolente conmigo en este mundo!
¿A dónde voy? Voy a errar por las montañas.
Busco la tranquilidad para mi corazón solitario.
Hago camino hacia la patria, hacia mi hogar.
Ya nunca más vagaré en la lejanía.
Mi corazón está tranquilo y espera su hora.
¡La querida tierra florece por todas partes en primavera y se llena de verdor
nuevamente! ¡Por todas partes y eternamente resplandece de azul la lejanía!
Eternamente... eternamente...

## Composición
El año 1907 fue trágico en la vida de Gustav Mahler. Murió su hija mayor, perdió su posición como director de la Ópera de Viena y se le diagnosticó una afección cardíaca que lo llevaría pocos años después a la tumba. 
Mahler esboza “La Canción de la Tierra” durante una estancia en el Tirol, poco después de la muerte de su hija Maria y compone la mayor parte de la obra al año siguiente cuando se encuentra de vacaciones de verano de las dolomitas.
Mahler atisbó su final apurando la copa de la vida en una obra en la que la canción se hace sinfonía y la sinfonía deviene en canción. La obra se presenta como un recorrido por diferentes facetas de la existencia hasta rozar el umbral de lo desconocido. En la primera parte se alternan exaltación y contemplación, primavera y otoño, euforia y contención, la embriaguez del ahora y la sombra del después, la naturaleza presentada como un dechado de esplendor y la vida como un mero estadio pasajero, efímero. Concluida la dicotomía, arranca la larguísima despedida, un adiós con ecos wagnerianos de transfiguración que parece dilatarse eternamente, con ese “ewig” repetido sin cesar en los últimos compases.
“Aunque, si el hombre sufre en silencio, un Dios me ha dado el don de expresar mi dolor”, dijo Bruno Walter en su estudio sobre Mahler, aplicando los versos de Tasso al espíritu del compositor. Hacia el final del primer movimiento de La canción de la tierra, hay un vertiginoso descenso en el que se pasa de un “cielo […] eternamente azul” a una visión de la naturaleza humana que se adentra donde reina la irracionalidad y lo instintivo.  La caída resulta brutal y no deja de remitir a la salida del Paraíso, el descenso desde el origen divino del ser humano hasta la condición real. Una vez consciente de su humana condición, la naturaleza, se impone como elemento compositivo. Este devenir humano se retrata por medio de sosegadas estampas de la vida cotidiana. Se aprecia en los momentos en que se recrean instantes luminosos a modo de grabados chinos mediante un cromatismo carente de sombras y tonos menores que dotan a la música de un carácter impresionista.

### Primer movimiento
En el primer movimiento de La canción de la tierra, “La canción de las penas de la tierra” el mensaje consiste en un canto pletórico de fervor vital unido en todo momento al dolor ocasionado por lo fugaz de nuestra vida humana. Este movimiento es una canción de cuatro estrofas para tenor solo. El comienzo dinámico del movimiento finalmente se calma con una melodía descendente en los violines. El tenor comienza con la canción, cuya risa intermitente conduce al estribillo en sol menor ("La vida es oscura") a través de un tema secundario ("Cuando llega el dolor"). A la segunda estrofa se le asigna vagamente la función de un pasaje. La tercera estrofa es la más intensa musicalmente y comienza instrumentalmente. El tenor comienza con una variación del tema secundario. La cuarta estrofa contiene el clímax del poema sobre la palabra "vida". Esto va seguido inmediatamente en La mayor por el verso "Ahora toma el vino [...] vacía tus copas de oro". El estribillo patéticamente prolongado, es un epílogo armónicamente variado y, finalmente, un golpe fortissimo de los metales pone fin al movimiento  

### Segundo movimiento
Frente al “¡Una copa llena de vino en el momento adecuado / vale más que todos los reinos de la tierra!”, del primer poema nos encontramos que en el segundo poema, “El solitario en otoño”, todo queda evaporado. Lo efímero se impone y la imposibilidad de alcanzar algo permanente irrumpe. “Cansado está mi corazón. Mi pequeña lámpara / se ha extinguido; el sueño me incita / ¡Voy hacia ti, mi adorado lugar de reposo! / Sí, dame paz: Necesito solaz”. En estos pasajes, musicalmente nos encontramos con una melodía pesarosa que recorre los compases de manera lenta y serena como guiada por el destino mismo. Mahler señaló que uno propiamente no compone, sino que la composición, la música, irrumpe en el creador sin que este pueda hacer nada por evitarlo. La melodía, de este modo, reside en las profundidades del músico y este solo ha de prestar atención a su interior para sacar a la luz cuanto en él habita. 
Se trata de un movimiento lento y comienza con un lamento en las maderas, que juega un papel definitorio en este movimiento. Al igual que en "La despedida", los motivos individuales descendentes de las maderas simbolizan la soledad humana. Solo en la parte de transición entre la segunda y la tercera estrofa las cuerdas toman la delantera. “Mi corazón está cansado” ya anticipa la despedida de la última estrofa. Las palabras "Estoy llorando" en la última estrofa conducen al clímax emocional del movimiento. Esto termina con el motivo del oboe  y los clarinetes del comienzo del movimiento. 

### Tercer movimiento
El siguiente poema “Sobre la juventud”, recoge melodías registradas mediante la escala de tonos enteros china. La impresión es la de estar asistiendo a una alegre escena sin evitar lo pasajero del momento. Todo es frágil, todo se tambalea. Es una canción corta, parecida a un scherzo, que lleva de una persona solitaria que se aleja de la vida a volverse a la vida, a una comunidad brillante de alegría juvenil y despreocupada. La canción es casi completamente pentatónica y crea la imagen de un jardín chino. Dos secciones principales rápidas enmarcan un trío más lento en sol menor. 

### Cuarto movimiento
“Sobre la belleza”, poema original, al igual que el anterior, de Li Bai (701-762), constituye quizás el pasaje de mayor fuerza del conjunto de la obra. El comienzo se construye a base de cromatismos de tinte oriental que pronto, al pasar de un carácter contemplativo y sosegado a otro que describe repentinamente la efervescencia vital de los personajes, deja paso libre a un despliegue de energía que va a dar lugar a un nuevo periodo de calma una vez que se retorna al estado contemplativo adoptado por las doncellas que aparecen en la escena. 
Este movimiento también es pentatónico y representa un scherzo inverso en términos de tempi y estructura. Una sección central rápida está rodeada por dos "serenatas" lentas pero melódicamente conmovedoras. El tema principal del trío, en sol mayor, modula inesperadamente a mi mayor en la segunda estrofa. La sección central comienza puramente instrumentalmente como un allegro subito con una sección suelta similar a una marcha. Los instrumentos de viento cada vez más potentes tocan sobre un fondo ajetreado de arpegios y figuras rápidas. Las quintas fanfarrias invocan una polca de marcha pentatónica casi humorística, hasta que la voz de alto/barítono describe la llegada de los jinetes y su tierna interacción con las chicas. La segunda sección del scherzo también comienza instrumentalmente y se oscurece a Do menor con tonos de metales. Siguen pasajes vocales exigentes: corcheas constantes en tempo creciente y en registro bajo que representan el paso de los cascos de los caballos. El movimiento termina pacíficamente con un extenso epílogo empático de las cuerdas, arpas, oboes y flautas. 

### Quinto movimiento
“El borracho en primavera”, siguiente pasaje de la obra, ofrece una visión hedonista de la existencia entremezclada con un poso de amargura que impide, aun en la embriaguez del protagonista, que este disfrute de su estado puramente sensitivo. La primavera no deja de resultar un sueño. Todo, salvo la muerte, parece ser pasajero. El disfrute de la vida, la existencia puramente sensual, se muestra como la única posibilidad de vivir con plenitud, vivir sin la muerte, sin el tiempo. La canción de bebedor tiene un tono burlesco bastante irónico, que inicialmente representa el renacimiento del bebedor, decepcionado por la pérdida de la fuente de vida, y su posterior desencanto con la vida. El texto termina con la frase: "¿Qué tiene que ver conmigo la primavera? Déjame emborracharme". La canción es, por lo tanto, un puente entre los movimientos intermedios que afirman la vida y el movimiento final, bajo el cual el desarrollo de la serie de canciones finalmente cambia de la luz a la oscuridad. El movimiento en sí es simétrico, con una sección central romántica.
El movimiento comienza en La mayor con fanfarrias de trompa animadas sobre figuras de las maderas. Sin embargo, la melodía del tenor comienza un paso cromático más alto, en si bemol mayor. La segunda media estrofa es seguida por una melodía de violín que, con sus figuras punteadas y grandes intervalos, puede considerarse como una variante importante del motivo principal de Mahler (Séptima Sinfonía). Aparece en la parte media como un "tema de la naturaleza". La segunda estrofa es, inusualmente, solo una cita, no una variación de la primera. La sección central está inicialmente solo en La mayor y luego se modula en claves relacionadas. Mahler crea un alegre concierto de cantos de pájaros, primero con el oboe y luego con una instrumentación más delicada. El pseudo-redentor "Der Lenz ist da" suena en re bemol mayor. Le sigue un ascenso cromático con variantes del motivo de la naturaleza. La recapitulación burlesca vuelve a centrarse en el borracho, exponiendo su embriaguez. La declaración final desafiante del borracho ("¿Qué tiene que ver la primavera conmigo? ¡Déjame emborracharme!") Concluye la canción.

### Sexto movimiento
Se llega así al dramático último movimiento: "La despedida". En él, la visión del compositor se vuelca totalmente sobre el pasado con añoranza, la vida se muestra como un tierno recuerdo, en tanto con serena resignación se contempla la naturaleza como el más preciado don que posee el ser humano, tratando de situar, no sin dolor, lo individual allá donde le corresponde en estos momentos finales de la composición, en el seno de la naturaleza. “La tierra respira hondo en su descanso y sueño. / Todos los deseos se tornan ahora sueños: / los cansados mortales caminan lenta y pesadamente de vuelta a casa / para encontrarse de nuevo en sus sueño / con olvidados juegos y juventud”. Del mismo modo, como si de un sueño se tratase, parecerá mostrarse la luna poco antes, cuando leemos en los versos de Mong-Kao-Jen, “¡Mira! La luna está flotando boca arriba, / como un barco de plata, en el lago azul del cielo”.
Este movimiento final tiene aproximadamente de la misma duración que los primeros cinco movimientos. Es el clímax y final trascendente de la obra. Se caracteriza por la fragmentación temática musical, una larga lucha por un lograr clímax, una profunda soledad y caminar hacia la nada (y por lo tanto hacia la oscuridad). Solo a través de este final de media hora, la secuencia de canciones se convierte en un ciclo de canciones sinfónicas. La estructura prescinde en gran medida de la forma de sonata.
La secuencia de tres motivos básicos en la primera sección varía varias veces en las partes posteriores: un motivo de oboe con un doble golpe como motivo constante, los tercios descendentes del acompañamiento y el tema del recitativo. El texto comienza naturalmente: "El sol se despide detrás de las montañas". La voz de alto/barítono se complementa en muchos compases con un contrapunto de la flauta solista. La segunda parte en fa mayor varía los motivos mencionados y se caracteriza por un motivo de arpa adicional. Una sección instrumental intermedia trae consigo un aumento de la intensidad, que, sin embargo, pronto se rompe y vuelve al motivo del arpa. La sección termina con un desglose musical, marcado por pasajes de clarinete bajo solista.
Sigue una marcha fúnebre puramente instrumental, que trae dos nuevos motivos con una escala pentatónica ascendente y una melodía de violín que se balancea. Al comienzo de la marcha dominan las cuerdas bajas hasta que la acción casi aumenta a un tutti. La marcha es seguida por el clímax central del movimiento con dos tam-tams repentinos. Este es un último intento de revivir el clímax musical. Le sigue un canto de cisne en una parte final de más de diez minutos. En él, el elemento vocal se convierte cada vez más en un instrumento subordinado. Esta sección final trae el clímax empático final, comenzando en mayor y cambiando simultáneamente a menor: "¿A dónde voy? Deambulo por las montañas, busco descanso para mi corazón solitario”. En el momento final, se agrega la celesta con múltiples escalas altísimas por primera vez en todo el ciclo. La obra termina entre la tristeza del adiós y la cercanía de la eternidad y así anticipa la 9ª sinfonía.

## Impacto
El estreno mundial tuvo lugar póstumamente el 20 de noviembre de 1911 en la Tonhalle de Múnich bajo la dirección de Bruno Walter, con Sara Cahier y William Miller como solistas. La obra fue recibida en gran medida positivamente. El Allgemeine Musikalische Zeitung escribió después del estreno: "En general, 'Lied von der Erde' puede contarse entre las mejores obras que Mahler haya creado". Los colegas compositores de Mahler también recibieron la obra de manera muy positiva. Anton Webern escribió a Alban Berg: “Es como la vida que pasa, mejor vivida, en el alma del moribundo. La obra de arte se condensa; lo fáctico se evapora, la idea permanece; tales son estas canciones.”
Bruno Walter, amigo y contemporáneo de Mahler, siguió siendo durante muchos años uno de los intérpretes más importantes de Lied von der Erde, que dirigió y grabó en repetidas ocasiones, contribuyendo así significativamente a la difusión de la composición. La versión para orquesta de cámara del Lied von der Erde que Arnold Schönberg dejó como fragmento (completada por Rainer Riehn) también es muy popular hoy en día. En general, la obra se considera una de las composiciones más sólidas de Mahler y, a menudo, se puede encontrar en el repertorio de las grandes orquestas y cantantes.

## Ciclo de canciones y cantata sinfónica
La concepción de la obra no está clara. La obra puede considerarse con igual justificación como un ciclo de canciones y como una cantata sinfónica. En la Octava sinfonía precedente, el elemento vocal también está constantemente presente, pero aquí más en el sentido wagneriano de drama musical. Debido a su concepción, La canción de la Tierra también se puede comparar con las sinfonías anteriores del ciclo de los Wunderhorn (2.ª, 3.ª y 4.ª sinfonías). Estas también integran canciones en la forma de la sinfonía. Algunas de estas canciones provienen de la colección Des Knaben Wunderhorn. Los poemas de La Canción de la Tierra, por otro lado, no provienen de un ciclo integrado. La obra adquiere el carácter de una sinfonía, en particular debido al gigantesco último movimiento ("La despedida"). Este movimiento representa uno de los movimientos sinfónicos más largos de toda la obra de Mahler. Representa el clímax de la obra en términos de contenido y forma. Este movimiento, como la mayoría de los otros movimientos principales, también contiene una gran marcha, que es típica de Mahler. El lenguaje tonal de la obra sigue consistentemente el camino del cromatismo progresivo que comenzó con las sinfonías 4.ª y 5.ª. Sin embargo, Mahler aún no llega a los límites de la tonalidad en esta obra, esto sólo sucede en la siguiente 9ª sinfonía. También plantea un cierto desafío emocional a intérpretes y oyentes. Bruno Walter comentó: "¿Es realmente el mismo hombre que erigió la estructura de la Octava 'en armonía con el infinito' el que ahora encontramos de nuevo en el canto del bebedor sobre la miseria de la tierra? ¿Quién se arrastra solitario en el otoño a su amado lugar de descanso, anhelando un refrigerio? ¿Quién mira a la juventud con la mirada amistosa de la vejez, con dulce emoción ante la belleza? ¿Quién busca olvidar la existencia terrenal sin sentido en la embriaguez y finalmente se despide en la melancolía? […] Difícilmente es la misma persona y compositor. Todas las obras hasta ese momento habían surgido de un sentimiento de vida […] La tierra está desapareciendo, un aire diferente está soplando, una luz diferente brilla sobre ella […].” Acerca de la actitud de Mahler hacia la composición, informa : “Cuando le devolví [el autógrafo], casi incapaz de decir una palabra al respecto, abrió "La despedida" y dijo: "¿Qué te parece? ¿Es eso soportable? ¿La gente no la cuidará?" Luego señaló las dificultades rítmicas y preguntó en tono de broma: "¿Alguna idea de cómo dirigirla? ¡Yo no la tengo!".

## Discografía de referencia
| versión para mezzosoprano/contralto y tenor - 1936 Bruno Walter - Filarmónica de Viena - Kerstin Thorborg, Charles Kullman - 1948 Bruno Walter - Filarmónica de N. York - Kathleen Ferrier, Set Svanholm - 1952 John Barbirolli - Orquesta Hallé - Kathleen Ferrier, Richard Lewis - 1952 Bruno Walter - Filarmónica de Viena - Kathleen Ferrier, Julius Patzak - 1959 Fritz Reiner - Sinfónica de Chicago - Maureen Forrester, Richard Lewis - 1960 Bruno Walter - Filarmónica de N. York - Maureen Forrester, Richard Lewis - 1963 Eugen Jochum - Orquesta Real del Concertgebouw - Nan Merriman, Ernst Haefliger - 1966 Otto Klemperer - Orquesta Philharmonia - Christa Ludwig, Fritz Wunderlich - 1967 George Szell - Orquesta de Cleveland - Maureen Forrester, Richard Lewis - 1972 Leonard Bernstein - Filarmónica de Israel - Christa Ludwig, René Kollo (DVD) - 1972 Jascha Horenstein - BBC Northern Symphony Orchestra - Alfreda Hodgson, - John Mitchinson - 1974 Herbert von Karajan - Filarmónica de Berlín - Christa Ludwig, René Kollo - 1975 Bernard Haitink - Concertgebouw - Janet Baker, James King - 1975 Rudolf Kempe - BBC Northern Symphony Orchestra - Janet Baker, Ludovic Spiess - 1981 Colin Davis - Orquesta Sinfónica de Londres - Jessye Norman, Jon Vickers - 1982 Klaus Tennstedt - Filarmónica de Londres - Agnes Baltsa, Klaus König - 1984 Carlo Maria Giulini - Filarmónica de Berlín - Brigitte Fassbaender, Francisco Araiza - 1991 Gary Bertini - Radio de Colonia -Marjana Lipovsek, Ben Heppner - 1991 Daniel Barenboim - Sinfónica de Chicago - Waltraud Meier, Siegfried Jerusalem - 1992 Georg Solti - Concertgebouw - Marjana Lipovsek, Thomas Moser - 1992 James Levine - Filarmónica de Berlín - Jessye Norman, Siegfried Jerusalem - 1999 Pierre Boulez - Filarmónica de Viena - Violeta Urmana, Michael Schade - 2001 Semyon Bychkov - Radio de Colonia - Waltraud Meier, Torsten Kerl (DVD) | versión para barítono y tenor - 1959 Paul Kletzki - Orquesta Philharmonia - Dietrich Fischer-Dieskau, Murray Dickie - 1964 Joseph Keilberth - Bamberg Symphony - Dietrich Fischer-Dieskau, Fritz Wunderlich - 1966 Leonard Bernstein - Filarmónica de Viena - Dietrich Fischer-Dieskau, James King - 1995 Bernard Haitink - Orquesta Juvenil G. Mahler - Thomas Hampson, Ben Heppner - 1995 Simon Rattle - Ciudad de Birmingham - Thomas Hampson, Peter Seiffert - 1999 Esa Pekka Salonen - Filarmónica de Los Ángeles - Bo Skovhus, Plácido Domingo - 2007 Michael Tilson Thomas - Sinfónica de San Francisco - Thomas Hampson, Stuart Skelton - 2009 Kent Nagano - Sinfónica de Montreal - Christian Gerhaher, Klaus Florian Vogt - 2017 Uli Schauerte - Vienna Symphonic Library Virtual Orchestra - Gustavo Monastra transcripción de cámara en arreglo de Schönberg-Riehn - 1993 Philip Herreweghe - Birgit Remmert, Hans Peter Blochwitz - 1993 Marc Wigglesworth - Jean Rigby, Robert Tear versión con piano solo - Cyprien Katsaris, Brigitte Fassbaender, Thomas Moser - 2008 Markus Vorzeliner, Hermine Haselböck, Bernhard Berchtold |